# Browne (Familienname)
Browne ist ein englischer Familienname.

## Varianten
- Brown (Familienname)

## Namensträger

### A
- A. E. Browne, indischer Tennisspieler
- Alfred Browne (* 1959), antiguanischer Leichtathlet
- Alfred John Jukes-Browne (1851–1914), britischer Geologe und Paläontologe
- Allan Browne († 2015), australischer Jazzschlagzeuger und -komponist
- Alyla Browne (* 2010), australische Schauspielerin
- Annie Leigh Browne (1851–1936), englisch-britische Lehrerin, Philanthropin und Aktivistin für Frauenrechte, -bildung und das Frauenwahlrecht
- Anthony Browne, 1. Viscount Montagu (1528–1592), englischer Politiker und Diplomat der Tudorzeit
- Anthony Browne, 7. Viscount Montagu (1728–1787), britischer Peer
- Anthony Browne (* 1946), britischer Illustrator und Kinderbuchautor
- Anthony Montague Browne (1923–2013), britischer Diplomat

### B
- Beatrice Cave-Browne-Cave (1874–1947), englische Mathematikerin und Ingenieurin

### C
- Cendrine Browne (* 1993), kanadische Skilangläuferin
- Charles Browne (Politiker) (1875–1947), US-amerikanischer Politiker
- Charles Albert Browne (1870–1947), US-amerikanischer Agrikulturchemiker und Wissenschaftshistoriker
- Charles Farrar Browne (Pseudonym Artemus Ward; 1834–1867), US-amerikanischer Schriftsteller und Satiriker
- Chris Browne (1952–2023), US-amerikanischer Comic-Zeichner
- Clement Browne (1896–1964), US-amerikanischer Wasserballspieler
- Coral Browne (1913–1991), australische Schauspielerin

### D
- Dan Browne (* 1975), US-amerikanischer Langstreckenläufer
- Daniel Browne, irischer Politiker
- David Browne (* 1960), US-amerikanischer Musikjournalist und Autor
- Denis Browne (Mediziner) (1892–1967), australischer Kinderchirurg und Tennisspieler
- Denis Browne (Bischof) (1937–2024), neuseeländischer Geistlicher, Bischof von Hamilton
- Derek V. Browne (1927–2010), britischer Kameramann
- Des Browne (* 1952), britischer Politiker (Labour Party)
- Dik Browne (~1917–1989), US-amerikanischer Comicautor
- Dinah Browne (* 1969), Rodlerin von den Amerikanischen Jungferninseln
- Dominick Browne, 4. Baron Oranmore and Browne (1901–2002), britischer Peer und Abgeordneter

### E
- E. Martin Browne (Elliott Martin Browne; 1900–1980), britischer Theaterregisseur und Produzent
- Ebony Browne (auch Cancer Diva; 1974–2007), US-amerikanische Singer-Songwriterin
- Edson Browne (* 1963), antiguanischer Tennisspieler
- Edward Browne (Mediziner) (auch Edward Brown; 1644–1708), englischer Mediziner
- Edward E. Browne (1868–1945), US-amerikanischer Politiker
- Edward Granville Browne (1862–1926), britischer Orientalist
- Edward Thomas Browne (1866–1937), britischer Meeresbiologe
- Emma Pallant-Browne (* 1989), englische Triathletin
- Ernest de Sylly Hamilton Browne (1855–1946), irischer Jurist und Tennisspieler

### F
- Fad Browne (1906–1991), irischer Politiker
- Federico Browne (* 1976), argentinischer Tennisspieler
- George Forrest Browne (1833–1930), englischer Bischof
- Frances Browne (1816–1879), irische Dichterin und Romanautorin
- Frances Cave-Browne-Cave (1876–1965), britische Mathematikerin und Hochschullehrerin
- Francis Browne (1880–1960), irischer Jesuit, Militärkaplan und Fotograf
- Francis Balfour-Browne (1874–1967), britischer Entomologe

### G
- Gaston Browne (* 1967), antiguanischer Politiker
- Gavin Browne (* 1999), vincentischer Fußballspieler
- Geoffrey Browne, 3. Baron Oranmore and Browne (1861–1927), britischer Politiker und Peer
- Georg Browne (1698–1792), russischer Feldmarschall
- George Browne, 8. Viscount Montagu (1769–1793), englischer Tourist und Extremsportler
- George Elmer Browne (1871–1946), US-amerikanischer Maler und Grafiker
- George H. Browne (1818–1885), US-amerikanischer Politiker
- Gordon Browne (1858–1932), britischer Illustrator
- Grace Browne, südafrikanische Malerin

### H
- Hablot Knight Browne (1815–1882), britischer Illustrator
- Hayley Miro Browne, australische Filmeditorin
- Henriette Browne (1829–1901), französische Malerin
- Howard Browne (1908–1999), US-amerikanischer Schriftsteller und Drehbuchautor
- Howe Browne, 2. Marquess of Sligo (1788–1845), irischer Staatsmann

### I
- Ian Browne (1931–2023), australischer Bahnradsportler

### J
- Jack Browne, Baron Craigton (1904–1993), britischer Politiker der schottischen Unionist Party
- Jackson Browne (* 1948), US-amerikanischer Sänger
- Jaime Browne, australischer Drehbuchautor
- James Browne (Bischof, 1786) (1786–1865), irischer Geistlicher, Bischof von Kilmore
- James Browne (Bischof, 1842) (1842–1917), irischer Geistlicher, Bischof von Ferns
- James Browne (Politiker) (* 1975), irischer Politiker
- James Browne (Leichtathlet) (* 1966), antiguanischer Weitspringer
- James C. Browne (1935–2018), US-amerikanischer Informatiker
- Janet Browne (* 1950), britische Wissenschaftshistorikerin
- Jeremy Browne (* 1970), britischer Politiker
- Jeremy Browne, 11. Marquess of Sligo (1939–2014), irischer Adeliger und Politiker
- Jimmy Browne (* 1969), Tennisspieler für die Ostkaribik
- Johann Georg von Browne (1742–1794), kaiserlicher Generalfeldzeugmeister
- Johann Georg von Browne-Camus (1767–1827), russischer Oberst und Malteser-Ritter sowie Förderer von Ludwig van Beethoven
- John Browne, 1. Earl of Altamont (um 1709–1776), irisch-britischer Peer und Politiker
- John Browne, 1. Marquess of Sligo (1756–1809), irisch-britischer Peer und Politiker
- John Browne (Politiker, 1936) (1936–2019), irischer Politiker (Fine Gael)
- John Browne, Baron Browne of Madingley (* 1948), britischer Manager und Politiker
- John Browne (Politiker, 1948) (* 1948), irischer Politiker (Fianna Fáil)
- John Ross Browne (1817–1875), US-amerikanischer Künstler und Autor

### K
- Kale Browne (* 1950), US-amerikanischer Schauspieler
- Kathie Browne (1930–2003), US-amerikanische Schauspielerin
- Kwesi Browne (* 1994), Radsportler aus Trinidad und Tobago

### L
- Leslie Browne (* 1957), US-amerikanische Balletttänzerin und Filmschauspielerin
- Lucas Browne (* 1979), australischer Boxer
- Lucile Browne (1907–1976), US-amerikanische Schauspielerin

### M
- Malcolm Browne (1931–2012), US-amerikanischer Journalist und Fotograf
- Marcilio Browne (* 1989), brasilianischer Windsurfer
- Marcus Browne (Boxer) (* 1990), US-amerikanischer Boxer
- Marcus Browne (Fußballspieler) (* 1997), englischer Fußballspieler
- Margaret Fitzhugh Browne (1884–1972), US-amerikanische Malerin
- Marjorie Lee Browne (1914–1979), US-amerikanische Mathematikerin und Hochschullehrerin
- Mark Browne (* 1995), vincentischer Fußballspieler
- Martha Steffy Browne (1898–1990), österreichische Ökonomin
- Martin Browne, irischer Politiker (Sinn Féin)
- Mary Bonaventure Browne (17. Jahrhundert), irische Klarissin, Äbtissin und Historikerin
- Mary Kendall Browne (1891–1971), US-amerikanische Tennisspielerin
- Maximilian Ulysses Browne (1705–1757), österreichischer Feldmarschall
- Melissa Browne (* 1991), US-amerikanische Quidditch- und Beachhandballspielerin
- Michael Browne (Kardinal) (1887–1971), irischer römisch-katholischer Kardinal
- Michael Browne (Politiker, 1930) (1930–2008), irischer Politiker
- Michael Browne (Politiker), antiguanischer Politiker
- Milton Browne (* 1976), barbadischer Leichtathlet
- Mitchell Browne (* 1966), antiguanischer Leichtathlet
- Moses Browne (1704–1787), englischer Dichter, Übersetzer und Kleriker

### N
- Nicholas Colin Browne-Marke (* 1957), sierra-leonischer Richter
- Nicholas Walker Browne (1947–2014), britischer Diplomat
- Nicolas Browne-Wilkinson, Baron Browne-Wilkinson (1930–2018), britischer Richter und Jurist
- Noah Kenshin Browne (* 2001), japanischer Fußballspieler
- Noel Browne (1915–1997), irischer Politiker

### O
- Olin Browne (* 1959), US-amerikanischer Golfspieler

### P
- Paddy Browne (* 1965), irischer Snookerspieler
- Patrick Browne (1720–1790), irischer Botaniker und Mediziner
- Philipp Georg von Browne (1727–1803), k. k. Feldmarschall-Lieutenant
- Pierre Browne (* 1980), kanadischer Sprinter

### R
- Rachel Browne (1934–2012), US-amerikanische Tänzerin und Choreographin
- Ray Browne (Ray B. Browne; 1922–2009), US-amerikanischer Kulturwissenschaftler
- Raymond Browne (* 1957), irischer Geistlicher, Bischof von Kerry
- Reno Browne (1921–1991), US-amerikanische Schauspielerin
- Rhodes Browne (1865–1936), US-amerikanischer Unternehmer und Politiker
- Robert Browne (Brownist) (um 1550–1633), englischer Geistlicher
- Robert Browne (Schauspieler, † 1603) († 1603), englischer Schauspieler und Theatermanager
- Robert Browne (Schauspieler, 1563) (1563–um 1621), englischer Schauspieler und Theatermanager
- Robert Browne (Bischof) (1844–1935), irischer Geistlicher, Bischof von Cloyne
- Robert Browne Hall (1858–1907), US-amerikanischer Komponist, Dirigent und Kornettist
- Robert Tecumtha Browne (1882–1978), afroamerikanischer Lehrer, Philosoph und Hermetiker
- Robert Alan Browne, US-amerikanischer Schauspieler
- Robert Charles Browne (* 1952), US-amerikanischer Mörder
- Robert Gregory Browne (* 1955), US-amerikanischer Schriftsteller und Drehbuchautor
- Roger Browne (1930–2024), US-amerikanischer Schauspieler
- Ronnie Browne (* 1937), schottischer Folk-Musiker
- Roscoe Lee Browne (1922–2007), US-amerikanischer Schauspieler

### S
- Samuel Browne († 1698), britischer Arzt
- Samuel James Browne (1824–1901), britischer General
- Scoville Browne (1909–1994), US-amerikanischer Jazz-Klarinettist und Saxophonist, siehe Scoville Brown
- Seán Browne (1916–1996), irischer Politiker (Fianna Fáil)
- Sylvia Browne († 2013), US-amerikanische Autorin

### T
- Tara Browne (1945–1966), britischer Adliger und Erbe der Guinness-Familie
- Thom Browne (* 1965), US-amerikanischer Modeschöpfer
- Thomas Browne (Philosoph) (1605–1682), englischer Philosoph und Dichter
- Thomas Gore Browne (1807–1887), britischer Soldat und Kolonialgouverneur
- Thomas H. B. Browne (1844–1892), US-amerikanischer Politiker
- Thomas M. Browne (1829–1891), US-amerikanischer Politiker
- Tom Browne (* 1954), US-amerikanischer Jazz-Trompeter

### V
- Vanessa Browne (* 1963), australische Hochspringerin
- Victor Browne (* 1942), australischer Radrennfahrer
- Virgil Browne (1877–1979), US-amerikanischer Unternehmer und Erfinder
- Vincent Browne (* 1947), irischer Bildhauer

### W
- Wallace Browne, Baron Browne of Belmont (* 1947), nordirischer Politiker
- Walter Browne (1949–2015), US-amerikanisch-australischer Schachspieler
- William Browne (Dichter) (1590–um 1645), englischer Dichter
- William Browne (Mediziner) (1692–1774), englischer Mediziner
- William A. F. Browne (1805–1885), britischer Psychiater
- William George Browne (1768–1813), englischer Reisender
- William Joseph Browne (1897–1991), kanadischer Politiker
- William Montague Browne (1823–1883), US-amerikanischer Verleger, Politiker, General und Hochschullehrer
- William Rowan Browne (1884–1975), australischer Geologe